# Petromasculinitat
La petromasculinitat es refereix al fet que els combustibles fòssils constitueixen un element important de l'economia i la identitat masculina. La petromasculinitat es presenta com un obstacle a la transició energètica.

## Descripció
El terme va ser definit l'any 2018 per la Cara Daggett, professora de ciència política a Virginia Tech,. Associa la petromasculinitat amb creences vinculades al racisme, la misogínia i l'escepticisme climàtic, associades particularment a la classe dels homes blancs conservadors dels Estats Units,. Inclou l'ús de combustibles fòssils com a símbol de la societat occidental conservadora i de la masculinitat hegemònica, essent el petroli una eina a través de la qual s'expressa una identitat masculina moderna.
La petromasculinitat es presenta com un obstacle a la transició energètica,.

## Mecanismes
Els mecanismes de la petromasculinitat són les formes en què els combustibles fòssils i la masculinitat es reforcen mútuament per crear i mantenir un sistema de poder autoritari. Alguns exemples de mecanismes de la petromasculinitat són:
- La producció i el consum de combustibles fòssils com a fonts d’energia que permeten als homes exercir el control sobre els recursos naturals, els processos industrials i els mitjans de transport.[10]
- La cultura del motor i el soroll com a expressions de virilitat, força i velocitat que desafien els límits físics, legals i morals de la societat i el medi ambient.[10][11]
- La negació i el rebuig del canvi climàtic i les seves conseqüències com a forma de resistència davant les demandes de transició energètica i de transformació social i ecològica.[10]
- La defensa i la promoció de valors i ideologies de dreta, nacionalistes i populistes que justifiquen la desigualtat, la violència i la discriminació de gènere, ètnica i de classe com a conseqüència natural i inevitable de l’ordre social i econòmic.[10][11]
- Aquests mecanismes de la petromasculinitat no només afecten els homes, sinó també les dones i les persones no binaries que han de conviure amb les seves repercussions i que, en alguns casos, també poden adoptar i reproduir aquestes actituds i comportaments. Per això, és important qüestionar i combatre la petromasculinitat des de diferents àmbits i perspectives, com la política, la cultura, l’educació, el feminisme i l’ecologisme.[10][11]

## Conseqüències
- La contribució al canvi climàtic i la degradació ambiental, ja que els combustibles fòssils són una de les principals fonts d’emissions de gasos d’efecte hivernacle.[10]
- La perpetuació de les desigualtats de gènere i la violència masclista, ja que la petromasculinitat reforça els estereotips i les normes de gènere que assignen als homes el paper d’agents actius i dominants, i a les dones el de subjectes passius i subordinats.[10][11]
- La generació de conflictes socials i polítics, ja que la petromasculinitat alimenta les ideologies i els moviments de dreta, nacionalistes i populistes, que defensen una visió autoritària, xenòfoba i patriarcal de la societat.[10][11]